# 水岡俊一
水岡 俊一（みずおか しゅんいち、1956年〈昭和31年〉6月13日 ‐ ）は、日本の政治家。立憲民主党所属の参議院議員（4期）、立憲民主党参議院議員会長（初代）。日教組組織内議員。
内閣総理大臣補佐官（政治主導による政策運営及び国会対策担当）（野田内閣・野田第1次改造内閣・野田第2次改造内閣）、参議院内閣委員長、民主党総務委員長などを務めた。

## 来歴

### 生い立ち
兵庫県城崎郡竹野町（現：豊岡市）に生まれる。10歳のときに旧豊岡市に転居。豊岡市立豊岡小学校、豊岡市立豊岡南中学校、兵庫県立豊岡高等学校、奈良教育大学教育学部特別理科教員養成課程卒業。
地方公務員、三木市中学校教職、ニューデリー日本人学校、兵庫県教職員組合東播地区専従役員、兵庫県教職員組合執行委員、兵庫県学校厚生会、2000年に兵庫教育文化研究所事務局長、2002年4月兵庫県教職員組合本部書記次長、兵庫教育文化研究所副所長。

### 政治家として

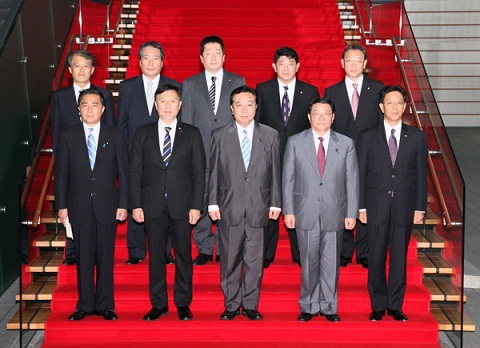
2011年9月5日、野田内閣の内閣総理大臣補佐官辞令交付後の記念撮影にて

2004年に日教組組織内議員本岡昭次が引退し、後継として第20回参議院議員通常選挙に民主党公認・日教組推薦で兵庫県選挙区（定数2）から立候補し、得票数1位で初当選する。
2010年第22回参議院議員通常選挙で、得票数で自由民主党末松信介を下回り2位で再選される。
2011年に野田内閣で内閣総理大臣補佐官（政治主導による政策運営及び国会対策担当）に就き、野田第2次改造内閣まで務める。
2013年10月に、民主党が少数に転じた参議院で内閣委員長に就くも、政府提出法案の審議を拒んで12月5日に解任決議 され大久保勉経済産業委員長とともに解任される。
2015年民主党代表選挙で長妻昭の推薦人に名を連ねる が、長妻は1回目の投票で最下位となり岡田克也が代表となる。同年に衆議院議員松本剛明が民主党を離党し、衆参合わせて唯一の兵庫県選出民主党国会議員となる。
2016年3月に民主党と維新の党が合併して結成した民進党に参加する。維新の党出身の井坂信彦も参加し、兵庫県選出議員が増える。2016年第24回参議院議員通常選挙に、3選を目指して立候補するが落選した。
2018年4月3日に、2019年夏の第25回参議院議員通常選挙に日教組の組織内候補として立憲民主党から比例区で立候補が内定し、神本美恵子参院議員の後継となる。2019年7月21日に、得票数148,309票、党内候補者22名中2位で3選される。
2020年10月1日告示の統一会派「立憲民主・社民」の議員会長選挙に立候補し、ほかに立候補者は現れず10月2日の議員総会で会長就任を承認された。
2021年10月31日第49回衆議院議員総選挙で立憲民主党は議席を「109」から「96」に減らし、11月2日に枝野幸男代表は引責辞任を表明する。枝野の辞任に伴う11月30日の代表選挙で、逢坂誠二の推薦人に名を連ねた。
12月に党執行役員人事の第2弾が発表され、水岡が党参議院議員会長と執行役員を継続して務めることが確認された。
2022年7月28日告示の統一会派「立憲民主・社民」の議員会長選挙に立候補し、水岡以外の立候補者は現れず7月29日の議員総会で会長再任を承認された。2024年7月19日議員総会で無投票再任された。
2025年7月20日投開票の第27回参議院議員通常選挙に立憲民主党公認で比例区から立候補し、得票数116,142票、党内候補者22人中4位で4選。

## 政策・主張

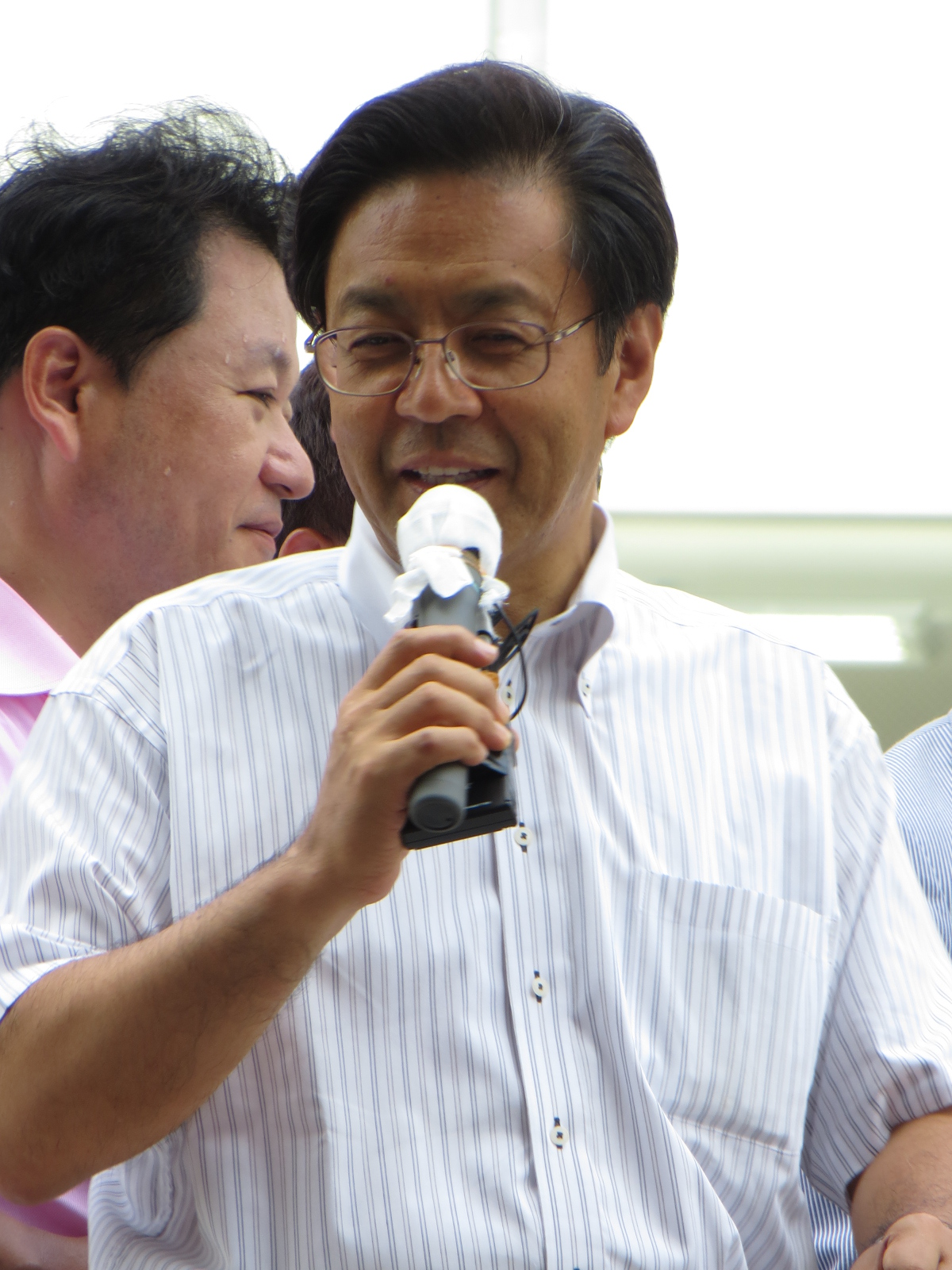
2013年7月撮影

- 2008年1月8日に来日したアメリカ合衆国下院議員のマイク・ホンダに、神本美恵子・江田五月・紙智子・仁比聡平らとともに面会する。ホンダが慰安婦問題に関して日本国政府に公式な謝罪を要求するアメリカ合衆国下院121号決議の提出を主導して下院で議決させたことに謝意を表明した。ホンダは「従軍慰安婦の問題で日本人に罪を認めさせるのは、とても難しい課題だが、みなさんとセイムなハート（同じ気持ち）だ」と応じた[23]
- 2010年4月21日に姜日出を招いた「戦時性的強制被害者問題解決促進法案提出」提出十周年記念集会に参加し、戦時性的強制被害者問題解決促進法案成立を語る[24]。
- 2016年参院予算委員会で高等学校等就学支援金制度に関し、自由民主党が所得制限を設けたことについて所得制限の見直しを求めた[25]。
- 選択的夫婦別姓制度の導入に賛成する[26][27]。

## 所属団体・議員連盟
- 立憲フォーラム（呼びかけ人）
- 在日韓国人をはじめとする永住外国人住民の法的地位向上を推進する議員連盟
- 日本民主教育政治連盟（会長）[28]
- 民主党インクルーシブ教育を推進する議員連盟（副会長）
- 民主党核軍縮促進議員連盟
- 有機農業推進議員連盟
- 子どもの未来を考える議員連盟

## 選挙歴
| 当落 | 選挙                     | 執行日         | 年齢 | 選挙区       | 政党         | 得票数     | 得票率 | 定数 | 得票順位 /候補者数 | 政党内比例順位 /政党当選者数 |
| ---- | ------------------------ | -------------- | ---- | ------------ | ------------ | ---------- | ------ | ---- | ------------------ | ---------------------------- |
| 当   | 第20回参議院議員通常選挙 | 2004年07月11日 | 48   | 兵庫県選挙区 | 民主党       | 91万114票  | 38.56% | 2    | 1/6                | /                            |
| 当   | 第22回参議院議員通常選挙 | 2010年07月11日 | 54   | 兵庫県選挙区 | 民主党       | 51万5541票 | 21.84% | 2    | 2/7                | /                            |
| 落   | 第24回参議院議員通常選挙 | 2016年07月10日 | 60   | 兵庫県選挙区 | 民進党       | 42万68票   | 21.84% | 3    | 4/7                | /                            |
| 当   | 第25回参議院議員通常選挙 | 2019年07月21日 | 63   | 参議院比例区 | 旧立憲民主党 | 14万8309票 | 1.87%  | 50   | 2/22               | 2/8                          |
| 当   | 第27回参議院議員通常選挙 | 2025年07月20日 | 69   | 参議院比例区 | 立憲民主党   | 11万6142票 | 1.57%  | 50   | 4/22               | 4/7                          |